# ТЕЦ Гданськ-2
54°22′40″ пн. ш. 18°38′32″ сх. д. / 54.37778° пн. ш. 18.64222° сх. д.
ТЕЦ Гданськ-2 (ЕС-2) — теплоелектроцентраль у однойменном місті на півночі Польщі.

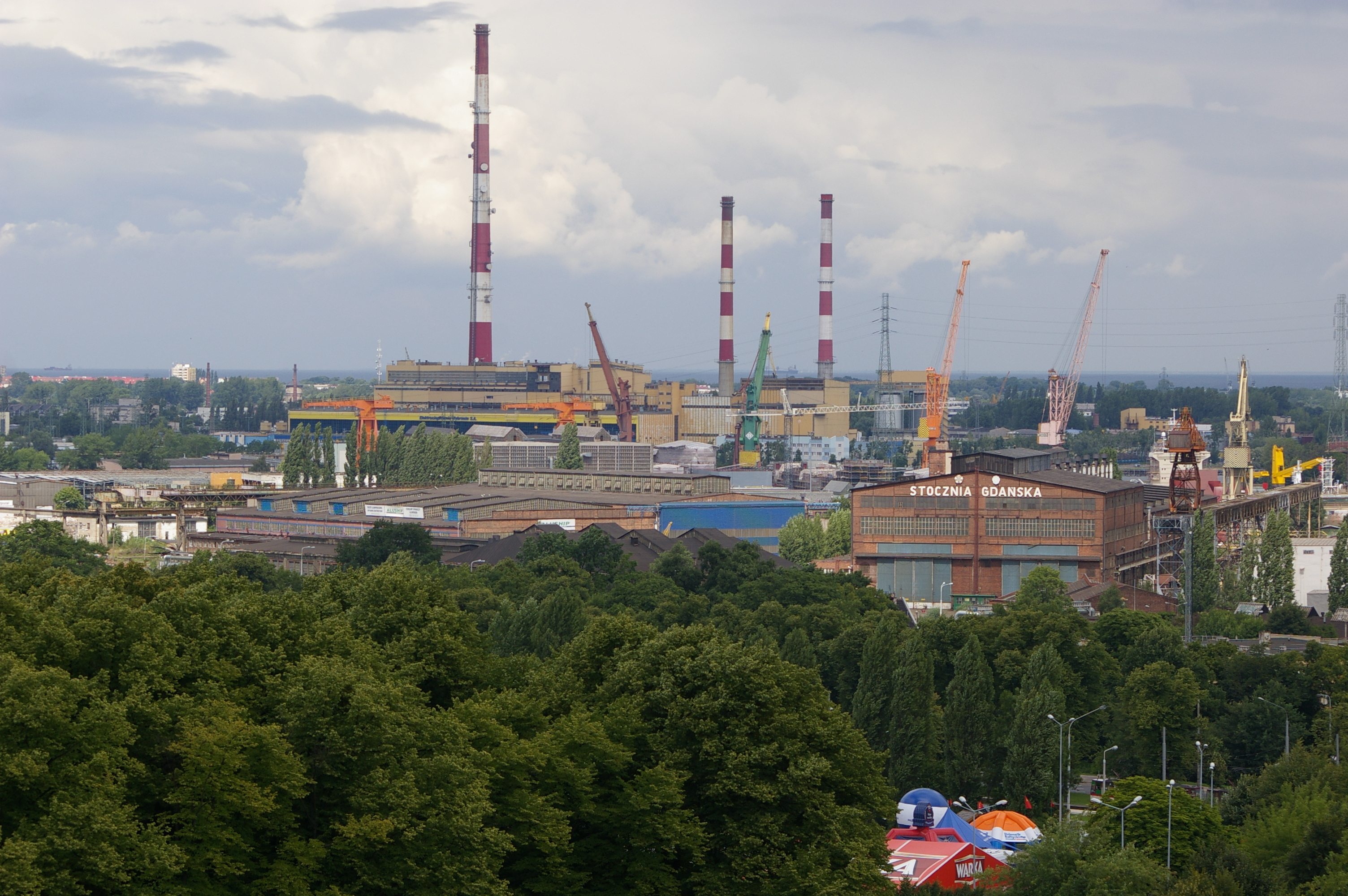
Станція з трьома димарями

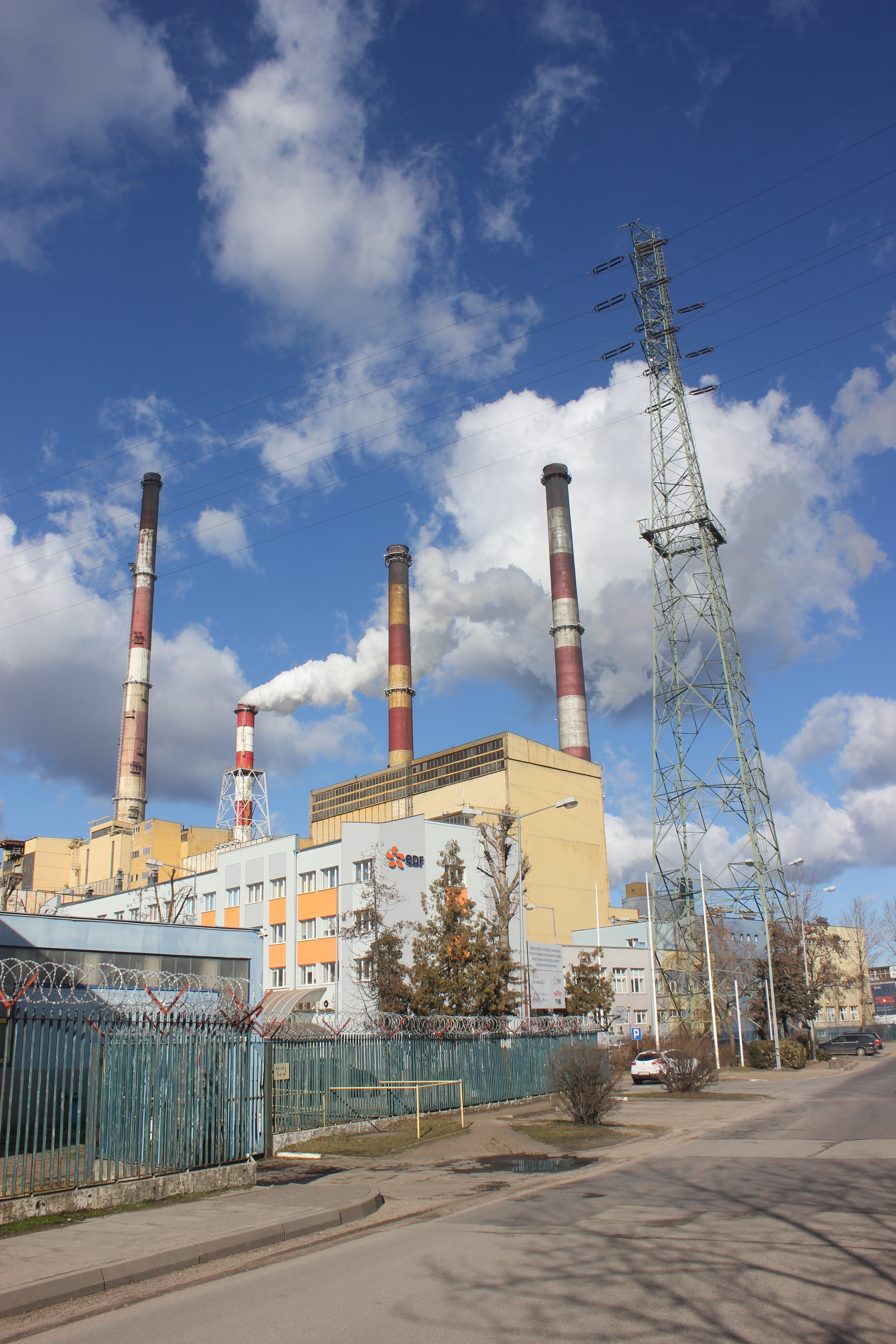
ТЕЦ у 2017-му, видно додатковий димар установки десульфуризації

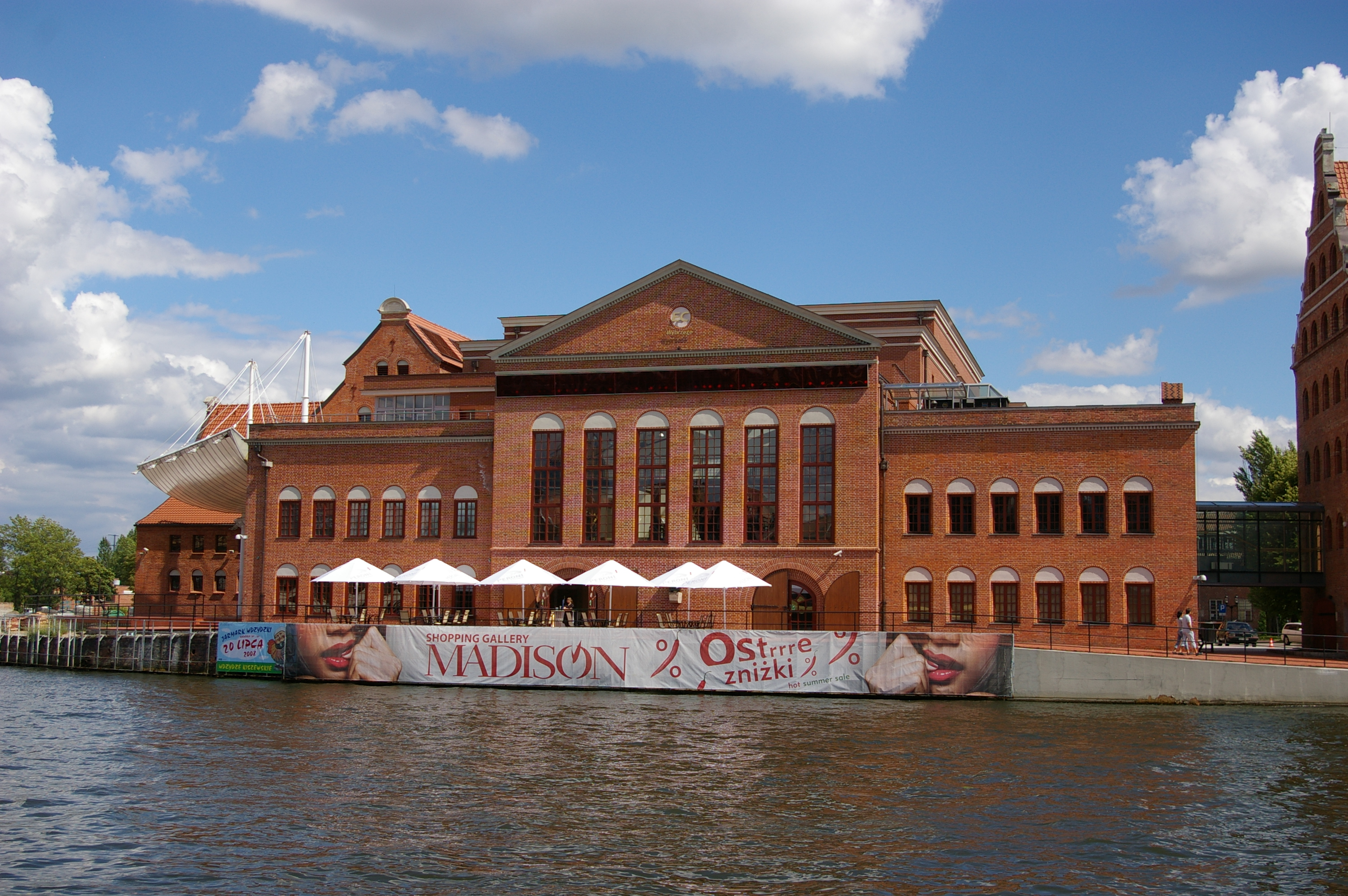
Будівля першої гданської ТЕЦ, котра діяла з 1899 по кінець 1990-х років. Наразі тут діє Польська Балтійська філармонія імені Фридерика Шопена

Ще з 1899 року в Гданську (до 1945-го належав Німеччині) працювала електростанція, яку закрили в другій половині 1990-х. На той час у місті вже діяла ТЕЦ Гданськ-2, що почала роботу в 1970-му з однією турбіною потужністю 22,5 МВт, яку живили два вугільні парові котли ОР-70 виробництва Rafako (Рацибуж). Між 1973 та 1984 роках тут запустили три однотипні енергоблоки ВС-50, кожен з яких мав котел Rafako ОР-230 та турбіну 13UP55 номінальною потужністю 55 МВт, а в 1994-му став до ладу четвертий блок такого ж типу. Кожен із блоків ВС-50 окрім виробництва електроенергії міг постачати від 112 МВт теплової енергії.
Для покриття пікових навантажень у теплосистемі до 1972-го змонтували два вугільні водогрійні котли WP-70 потужністю по 81 МВт, а в до кінця десятиліття їх доповнили двома WP-120 з показниками по 140 МВт (всі вони були постачені згаданою вище Rafako).
У 2000-му та 2002-му ліквідували по одному котлу WP-70 та WP-120, а у 2008 та 2009 роках демобілізували один котел ОР-70 та турбіну енергоблоку № 1 (проте залишили в роботу другий котел з його складу тепловою потужністю 49 МВт). Потужність наявного котла WP-120 при цьому номінувалась вже як 154 МВт.
Станом на 2019-й електрична потужність станції рахувалась як 221 МВт при тепловій потужності 692 МВт.
Для видалення продуктів згоряння ТЕЦ мала три димарі: один вистою 200 метрів та два висотою по 120 метрів. Згодом був споруджений ще один димар для установки десульфуризації.